# NGC 483
NGC 483 este o galaxie spirală, posibil lenticulară, situată în constelația Peștii. A fost descoperită în 11 noiembrie 1827 de către John Herschel. De asemenea, a fost observată încă o dată de către Heinrich Louis d'Arrest și de către Herman Schultz.